# Hörsel
Hörsel je pravostranný přítok řeky Werry v Německu. Po celé své délce toku protéká spolkovou zemí Durynsko. Samotná řeka Hörsel je dlouhá 39,5 km. Spolu s říčkou Kleine Leina dosahuje délky 56 km. Plocha povodí měří 788 km².

## Průběh toku
Řeka Hörsel vzniká soutokem říček Kleine Leina a Alte Wasser, pramenících v severní části Durynského lesa. Teče převážně západním až severozápadním směrem. Protéká městem Eisenach. Zde se do ní vlévá zprava řeka Nesse, která je jejím nejvýznamnějším přítokem. Po zhruba dalších 10 kilometrech západním směrem ústí do řeky Werry v nadmořské výšce 195 m.

### Větší přítoky
- pravé – Nesse

## Vodní režim
Průměrný průtok na 10,6 říčním kilometru (nad soutokem s řekou Nesse) činí 3,13 m³/s.